# Bertrand Zadoc-Kahn
Pour les articles homonymes, voir Kahn.
Bertrand Zadoc-Kahn, né le 20 novembre 1901 à Paris et mort dans la même ville le 17 juin 1940, est un cardiologue français, médecin-chef de l'hôpital américain de Paris. 
Petit-fils du grand-rabbin de France Zadoc Kahn et fils de Léon Zadoc-Kahn, médecin-chef de l'hôpital Rothschild, il se suicide lors de l'invasion de la France par les Nazis.

## Biographie

### Jeunesse
Bertrand Zadoc Kahn est né le 20 novembre 1901 dans le 8e arrondissement de Paris. 
Il est le fils de Léon Zadoc-Kahn, né le 2 septembre 1870 dans le 3e arrondissement de Paris, médecin-chef de l'Hôpital Rothschild, président du Comité central du Keren Hayessod France, et de Suzanne Esther, née Lang le 26 mars 1876 à Paris, fille du manufacturier Ernest Lang (entreprise textile Les Fils d'Emanuel Lang) et de Fleurette Silz. Son grand-père paternel est le grand-rabbin de France Zadoc Kahn (1839-1905).
Léon Zadoc-Kahn et Suzanne Esther Lang, qui se sont mariés en 1899, ont eu trois enfants : Jacqueline (épouse Eisenmann), Jean et Bertrand,. Léon et Suzanne Zadoc-Kahn seront déportés et assassinés à Auschwitz le 23 novembre 1943.

### Carrière
Interne des hôpitaux de Paris en 1926,, Bertrand Zadoc-Kahn passe sa thèse en 1931 et, cardiologue, dirigera un service à l'hôpital américain de Paris.

### Suicide
La propriétaire du Washington Post, Katharine Graham, raconte : « Avec la défaite de la France, mon père [Eugene Meyer] fit venir en Amérique deux familles de sa parenté française, qui, comme Juifs, étaient en danger. Il leur apporta soutien, aidant les hommes à se procurer un emploi et donna de l'argent pour éduquer les enfants ici. Malheureusement, son cousin Léon Zadoc-Kahn et son épouse, Suzanne, avaient décliné l'offre de mon père pour les aider à quitter l'Europe, et sont morts finalement à Auschwitz. Leur fils Bertrand (Bertrand Zadoc-Kahn), un médecin qui dirigeait l'hôpital américain de Paris, se suicida par balles avec la défaite de la France. Sous le choc de sa perte, ils ne voulaient pas partir. La sœur de Bertrand, Jacqueline, resta en France et était cachée dans ce qui était au début la zone libre par une brave famille catholique. Elle et son mari, Jacques Eisenmann, étaient proches de mon père et sont toujours proches de moi. Ils sont bien des nonagénaires et immensément galants. »

## Publications
- Les Anomalies électro-cardiographiques au cours de la diphtérie, signification clinique et valeur pronostique.... Thèses de médecine. Paris. 1931. No 526, Paris, Presses universitaires de France, 1931. In-8, 163 p., fig. [1393]
- Astrocytome kystique du cervelet, ablation de la tumeur murale, guérison, (par M. Clovis Vincent, Melle Fanny Rappoport, M. Bertrand Zadoc-Kahn), 7 p. Société de neurologie de Paris, séance du 14 janvier 1932. - Extrait de la "Revue neurologique", no 1, janvier 1932. Poitiers : Société française d'imprimerie, 1932
- Valeur pratique de l'électro-cardiographie au cours de la diphtérie, (par E. Lesné et B. Zadoc-Kahn), paginé 454-473, fig. Extrait de la "Revue française de pédiatrie", t. IX, no 4, 1933, Paris : G. Doin, 1933[8]

## Biographie